# Хотимирське (заповідне урочище)
Хотимирське — заповідне урочище місцевого значення. Об'єкт розташований на території Тлумацького району Івано-Франківської області, село Хотимир.
Площа — 5,2000 га, статус отриманий у 1983 році.